# ديربي أولد فيرم
ديربي أولد فيرم هو الاسم الذي يُطلق على المباراة التي تجمعُ بين الناديين الاسكتلنديين سلتيك ورينجرز، وكلاهما يقع في غلاسكو، الناديان هما الأكثر نجاحًا وشعبية في اسكتلندا، وأصبح التنافس بينهما راسخًا بعمق في الثقافة الاسكتلندية. لقد عكست وساهمت في الانقسامات السياسية والاجتماعية والدينية والطائفية في اسكتلندا. نتيجة لذلك، لاقت المباراة جاذبية دائمة في جميع أنحاء العالم.
فيما فاز الناديان بـ106 بطولة للدوري الإسكتلندي (رينجرز 55 وكأس سلتيك 51)، 73 كأس اسكتلندي (سلتيك 40 ورينجرز 33)، و 46 كأس الدوري الاسكتلندي (رينجرز مع 27 وسلتيك مع 19). نادرًا ما حدثت انقطاعات في صعودهم، وكان آخرها مع تحدي شركة أبردين الجديدة ودندي يونايتد في النصف الأول من الثمانينيات. بدءًا من موسم 1985–86، فاز نصف الفريق القديم بالدوري الاسكتلندي كل موسم وفي جميع المواسم السبعة عشر ما عدا واحدًا بين 1995–96 و 2011–12، احتل كلا الناديين المركزين الأول والثاني. في أوائل عام 2010، عانى رينجرز من صعوبات مالية، وتم تصفية شركته القابضة في عام 2012، بعد ذلك، كان على الفريق التقدم بطلب للدخول إلى الدرجة السفلى (الرابعة) من الدوري الإسكتلندي، حيث صعد إلى الدرجة الأولى في أربعة مواسم والفوز باللقب مرة أخرى في 2020–21 (كان سيلتيك بطلًا في كل من المواسم التسع المتداخلة ولكن فشل في المطالبة بالمركز العاشر الذي كان سيحطم الرقم القياسي الذي سجله في الستينيات والسبعينيات ويقابله رينجرز في الثمانينيات والتسعينيات).
لعب كل من سلتيك ورينجرز 426 مباراة في البطولات الكبرى: فاز رينجرز بـ 167 مباراة وسلتيك 159 مباراة وانتهت 100 مباراة بالتعادل.
تمتلك الأندية قواعد جماهيرية كبيرة حول جلاسكو واسكتلندا ولديها أندية مشجعة في معظم البلدات في جميع أنحاء اسكتلندا وأيرلندا الشمالية وفي العديد من المدن حول العالم. في عام 2005، قدرت قيمة وجود رينجرز وسلتيك بـ 120 مليون جنيه إسترليني للاقتصاد الاسكتلندي كل عام.

## البداية
أصل المصطلح غير واضح ولكنه قد يكون مستمدًا من المباراة الأولية للناديين حيث أشار المعلقون إلى الفريقين على أنهما "مثل صديقين قديمين وحازمين"، أو بدلاً من ذلك قد ينبع من رسم كاريكاتوري ساخر نُشر في إحدى المجلات قبل نهائي كأس اسكتلندا عام 1904 بين الجانبين، يصور رجلاً مسنًا يحمل لوحة شطيرة كتب عليها "رعاية أولد فيرم: رينجرز، سيلتيك إل تي دي (بالإنجليزية: Patronize The Old Firm: Rangers، Celtic Ltd)‏، مما يبرز الفوائد التجارية المشتركة لاجتماعاتهما. قد يكون الاسم أيضًا إشارة إلى كون هذين الفريقين من بين الأعضاء الأحد عشر الأصليين في الدوري الاسكتلندي لكرة القدم الذي تم تشكيله عام 1890.
في مطلع القرن الحادي والعشرين، سجل الناديان بالاشتراك مصطلح «أولد فيرم» في مكتب الملكية الفكرية، تم التأكيد على استمرار التجديد كعلامة تجارية في عام 2021.

## التنافس والطائفية
قال نيل ماكغارفي، 43 عامًا، الذي يشارك في تشغيل شارع كيريدال ستريت، وهو موقع ويب مشهور لمشجعي سلتيك: «عندما كبرت، ذهبت إلى مدرسة كاثوليكية، ولم يكن هناك أحد من مشجعي رينجرز في المدرسة بأكملها»، «الأمر أكثر اختلاطًا الآن - ابني يذهب إلى مدرسة كاثوليكية، وربما يوجد 5 في المائة من مشجعي رينجرز الآن.» - نيويورك تايمز، 2012 
تعود جذور المنافسة بين الناديين إلى أكثر من مجرد تنافس رياضي بسيط. يتعلق الأمر بأيرلندا الشمالية مثل اسكتلندا ويمكن ملاحظة ذلك في الأعلام والرموز الثقافية وشعارات كلا الناديين. كانت مليئة بسلسلة من الخلافات المعقدة، التي تركزت أحيانًا على الدين (البروتستانت والكاثوليكي)، والسياسة المتعلقة بأيرلندا الشمالية (الموالون والجمهوريون)، والهوية الوطنية (الأسكتلنديون أو الأيرلنديون)، والأيديولوجية الاجتماعية (المحافظة والاشتراكية).
من المساهمين الأساسيين الآخرين في حدة التنافس في غرب اسكتلندا أن أنصار رينجرز هم تاريخيًا سكوت وألستر سكوتس، وأنصار سلتيك هم تاريخيًا إيرلنديون اسكتلنديون، على الرغم من أن المواجهة بين مجموعتي المؤيدين كانت توصف في كثير من الأحيان بأنها «طائفية»، إلا أن «التوتر بين السكان الأصليين والمهاجرين» كان حافزًا دقيقًا بنفس القدر للعداء بين دعم الفريقين في اسكتلندا. كان الدعم التقليدي لرينجرز يأتي إلى حد كبير من المجتمع البروتستانتي، ولعقود من الزمان كان للنادي قاعدة غير مكتوبة حيث لا يوقعون عن عمد مع لاعب من الديانة الكاثوليكية، تم استنكار السياسة من قبل غرايم سونيس عندما أصبح مديرًا، وقام بإحضار مهاجم سلتيك السابق مو جوهنستون إلى النادي في خطوة علنية جدًا بعيدًا عن التدريبات، والتي لم تعد مستمرة. كان دعم سلتيك إلى حد كبير من أولئك الذين ينتمون إلى خلفيات كاثوليكية إيرلندية، وبينما لم يمارس النادي أي استبعاد للبروتستانت ووقع العديد منهم للعب للفريق، كان هناك عقلية مؤيدة للكاثوليكية بين بعض الموظفين. أحد التأثيرات هو أن الأعلام الاسكتلندية هي أندر مما كان متوقعًا بين مجموعتي المؤيدين؛ من المرجح أن يلوح عشاق سلتيك بالألوان الثلاثة الأيرلندية بينما يميل مشجعو رينجرز إلى التلويح بجاك الاتحاد،
تم تأسيس سلتيك في عام 1887، على وعد بأن النادي سيوفر الأموال والموارد التي تشتد الحاجة إليها للسكان الكاثوليك الأيرلنديين الذين يعانون من الفقر في شرق غلاسكو (على الرغم من أن السجلات تشير إلى أن القليل من هذا الدخل وصل إلى هذه الأسباب)، وبسرعة اجتذبت حشودًا كبيرة في مبارياتهم، وأصبح رمزًا لتلك الشريحة من السكان المحليين الذين تم تهميشهم في مناطق أخرى من المجتمع  والذين أظهروا سابقًا القليل من الاهتمام بالرياضة الناشئة. تأسس رينجرز قبل 15 عامًا في عام 1872 ولم يكن لديهم ميول دينية معينة في العقود الأولى من عمرهم، وقد وصفتهم الصحافة بالفعل بأنهم أصدقاء سلتيك في تقارير المباريات في مطلع القرن العشرين. في تلك الحقبة، فاز رينجرز بثلاث بطولات متتالية وقام بتوسيع ملعبه بتكلفة كبيرة، فقط لانهيار أحد المدرجات الخشبية الجديدة خلال مباراة اسكتلندا ضد إنجلترا في أبريل 1902، مما أسفر عن مقتل 25 وإصابة مئات آخرين. أجبرت الكارثة النادي على إعادة بناء إيبروكس للمرة الثانية وتمويل ذلك من خلال بيع أفضل لاعبيه، مع سلتيك، على وجه الخصوص، والاستفادة من الضعف للفوز بستة ألقاب متتالية بين عامي 1905 و1910 قبل أن يعود رينجرز إلى قوته السابقة. تم تأسيس الجانب الرياضي للمنافسة الآن، حيث قدمت اجتماعاتهم فائدة مالية كبيرة كما رأينا في نهائيات كأس اسكتلندا عام 1904 (والذي يبدو أنه أصل المصطلح)، و1909 عندما تعادلوا مرتين وصدر أمر بإعادة المباراة، حيث قرر مشجعو الفريقين القيام بأعمال شغب على افتراض أنه تم إصلاح النتائج لكسب المزيد من المال - وسط إصابات متعددة وأضرار كبيرة في هامبدن بارك، تم حجب الكأس.
تطور الجانب السياسي من الخلاف أيضًا في تلك الفترة، وربما حدث التطور الأكثر أهمية في عام 1912 عندما أنشأ بناة السفن في بلفاست هارلاند وولف (وهي شركة لديها بالفعل ممارسات توظيف مناهضة للكاثوليكية)، ساحة جديدة في غلاسكو بسبب لعدم الاستقرار في أيرلندا. قام المئات من عمال أولستر البروتستانت، وكثير منهم من أصل اسكتلندي، بهذه الخطوة أيضًا، واعتمدوا فريق رينجرز - أقرب ناد كبير إلى ساحة جوفان - كفريق جديد لهم. ساهمت أحداث أخرى مثل الحرب العالمية الأولى وصعود الفصح في تبني النادي كرمز للمؤسسة الاسكتلندية والاتحاد البريطاني في مواجهة التمرد الكاثوليكي الأيرلندي الذي تجسده نجاح سلتيك، ومنذ ذلك الوقت، أصبح العديد في جميع أنحاء اسكتلندا وأيرلندا الشمالية (وشتات تلك المجتمعات في إنجلترا وأمريكا الشمالية وأماكن أخرى) من أنصار رينجرز أو سلتيك بالإضافة إلى فرقهم المحلية وفقًا لميولهم السياسية والدينية، بما في ذلك الاستقطاب المواقف تجاه «المشاكل».
ومع ذلك، يبدو أن هذا الخط الفاصل غير واضح في القرن الحادي والعشرين في غلاسكو: التقيد الديني، بشكل عام، آخذ في الانخفاض، لم تكن الزيجات بين البروتستانت والكاثوليك أعلى من أي وقت مضى، كما أن اليقينيات القديمة - مؤيد رينجرز صوتوا محافظين ومؤيد سلتيك حزب العمل - لم تعد في الأدلة. في عام 2005 انضم كل من سلتيك ورينجرز إلى مشروع لمعالجة التعصب والطائفية في الرياضة، ولكن لم يكن هناك تغيير طفيف في السلوك وما تلاه من مقاضاة للجماهير.
لا تتورط غالبية أنصار رينجرز وسلتيك في الطائفية، ولكن تحدث حوادث خطيرة مع ميل تصرفات الأقلية للسيطرة على عناوين الأخبار. غذى التنافس مع الفريق القديم العديد من الهجمات في أيام الديربي، وكانت بعض الوفيات في الماضي مرتبطة بشكل مباشر بآثار مباريات Old Firm. أفادت مجموعة ناشطة تراقب النشاط الطائفي في غلاسكو أنه في عطلات نهاية الأسبوع في أولد فيرم، تزداد الهجمات العنيفة تسعة أضعاف عن المستويات العادية. يمكن أيضًا أن تُعزى الزيادة في العنف المنزلي إلى تركيبات أولد فيرم.
وجد طلب حرية المعلومات أن شرطة ستراثكلايد تكبدت تكاليف 2.4 مليون جنيه إسترليني لسبع ديربيات لعبت خلال موسم 2010-11، حيث ساهمت الأندية بمبلغ 0.3 مليون جنيه إسترليني فقط في ذلك. تكبدت ألعاب أخرى رفيعة المستوى مثل رينجرز وسيلتيك تكاليف أقل بكثير. سبب التفاوت في التكاليف والمساهمة المقدمة هو أن شرطة ستراثكلايد اضطرت إلى زيادة نشاطها في أماكن أخرى في غلاسكو وخارجها، بينما كانت الأندية مسؤولة فقط عن التكاليف المتكبدة بالقرب من ملعبهم. في الفترة بين أبريل 2016 وديسمبر 2017، عندما تم التنافس على تسع مباريات (ثلاث في ملاعب النادي وثلاث في هامبدن)، تم إنفاق أكثر من 550 ألف جنيه إسترليني من قبل سلتيك ورينجرز والاتحاد السعودي للرياضة للجميع على حفظ الأمن داخل الملعب وحده. دفع رينجرز أكثر من سلتيك على الرغم من امتلاكه سعة أقل وخطة للدعم البعيد في إيبروكس والتي تطلبت قدرًا أقل من «حاجز بشري» من الضباط لفصل المؤيدين المنافسين عما كان ضروريًا في سلتيك بارك.
في عام 2015، قال لاعب رينجرز السابق بريان لاودروب إن أولد فيرم تصدرت جميع المنافسات التي لعب فيها، والتي تضمنت ديربي ميلان واجتماعات فيورنتينا ويوفنتوس  في إيطاليا. وأدلى مهاجم سلتيك السابق هنريك لارسون، الذي واجه الكلاسيكو في إسبانيا ودي كلاسيكر في هولندا، بتصريحات مماثلة. صرح جيم بيت، الذي لعب بالفعل في أيسلندا قبل انضمامه إلى رينجرز في الثمانينيات ثم انتقل بعد ذلك إلى بلجيكا، أنه رفض فرصة العودة إلى نادي إيبروكس بسبب الطائفية المرتبطة بالحياة كلاعب كرة قدم في غرب اسكتلندا، على عكس تجاربه الإيجابية في العيش في الخارج.

### الاضطراب داخل الملاعب
خاض المئات من المشجعين المعارضين معركة على أرض الملعب في أعقاب فوز سلتيك 1-0 في نهائي كأس اسكتلندا 1980 في هامبدن، تغذيها المشروبات الكحولية ومسلحين بالعلب والزجاجات. على الرغم من الحالات السابقة لسلوك مماثل - أقل انتشارًا وسرعة قمع، ولكن لا يزال ينتج عنه عشرات الاعتقالات - في نهاية نهائي كأس الدوري الأسكتلندي عام 1965، نهائي كأس اسكتلندا عام 1969  ونهائي كأس اسكتلندا 1977  بين نفس الفرق في نفس المكان، قدر ضابط شرطة كبير مناوب في ذلك الوقت أن عدد زملائه داخل الاستاد في عام 1980 كان بالكاد يتضاعف، حيث تعامل جميع أفراد الشرطة البالغ عددهم 400 تقريبًا خارج هامبدن مع قضايا الاضطرابات المتوقعة، وافترض أن السياج المحيط كافٍ لإبعاد المشجعين عن الملعب. لا تزال هذه واحدة من أسوأ الغزوات على ملعب كرة القدم التي تم الإبلاغ عنها على الإطلاق، وكان لها دور أساسي في حظر الكحول من جميع ملاعب كرة القدم في اسكتلندا، وهو الوضع الذي كان لا يزال قائماً بعد 40 عامًا.
في يناير 1994، أعلن رئيس رينجرز ديفيد موراي أن مشجعي سلتيك قد تم منعهم من ملعب إيبروكس بسبب تكرار حالات التخريب في الملعب الذي رفض سلتيك تحمل المسؤولية المالية عنه. تم لعب مباراة واحدة فقط، والتي انتهت 1-1، قبل إلغاء الحظر، (أصدر الدوري الاسكتلندي لكرة القدم قرارًا يمنع الأندية من اتخاذ هذا الإجراء في المستقبل).
كان هناك اضطراب خطير بين المشجعين خلال مباراة أولد فيرم أقيمت مساء يوم الأحد في مايو 1999 في سلتيك بارك، مع زيادة التوترات المعتادة من حقيقة أن رينجرز يمكن أن ينتزع لقب الدوري بالفوز (واتضح أنهم سيفعلون ذلك من المراحل الأولى من المباراة). تم إلقاء العديد من الأشياء من قبل مشجعي سلتيك، أحدها أصاب الحكم هيو دالاس مما أجبر المباراة على إيقاف المباراة أثناء تلقيه العلاج الطبي. مع وجود العديد من الحاضرين الذين قضوا عطلة نهاية أسبوع كاملة يشربون الكحول قبل الحدث، غزا ما لا يقل عن أربعة من مشجعي سلتيك ميدان اللعب لمواجهة دالاس أثناء المباراة، وتم إلقاء المزيد من الصواريخ على اللاعبين في الملعب بعد لعبه. منذ أحداث ذلك اليوم، تُلعب مباريات أولد فيرم عادةً في وقت مبكر من بعد الظهر وتم تجنب إمكانية تحديد لقب أولد فيرم بشكل متعمد.

### حوادث تورَّط فيها لاعبون
على مدى مئات المباريات التي لعبت بين المنافسين، شارك اللاعبون والموظفون في العديد من الحوادث التي تتجاوز الطرق السيئة المعتادة والبطاقات الحمراء المرتبطة عادة بمباريات ديربي حول العالم. في العصر الحديث لقطات الفيديو، يتم ملاحظة مثل هذه الحوادث بشكل متكرر، تمت مراجعتها وتدقيقها. في عام 1987، تم اتهام أربعة لاعبين من قبل الشرطة مع خرق السلام لسلوكهم خلال مباراة في إيبروكس وكان للمثول أمام المحكمة، مع اثنين (كريس وودز وتيري بوتشر) أدين وغرامة. أثناء الاحماء على خط اللمس في سلتيك بارك في يناير 1998، رينجرز بول غاسكوين تم القبض على شاشة التلفزيون ردا على الإساءة اللفظية من المدرجات لفترة وجيزة لعب الفلوت (تمثل «الوشاح» وذخيرة نموذجية من الأغاني على البرتقال المشي، تعتبر لفتة هجومية من قبل العديد من مؤيدي سلتيك من خلفية كاثوليكية أيرلندية). غاسكوين، الذي دافع عن جهله بالوضع بعد أن قام بنفس الإيماءة في مباراة ودية بعد انضمامه إلى رينجرز في 1995، وكان قد طرد في زيارته الأخيرة إلى سلتيك قبل ستة أسابيع، تم تغريمه على الفعل الاستفزازي، وغادر النادي في وقت لاحق من ذلك العام. وقد ذكر ذلك في وقت لاحق انه تلقى تهديدات عبر مكالمات هاتفية من أشخاص تدعي أنها أعضاء IRA على سلوكه.
في عام 2000، بعد طرده خلال مباراة أولد فيرم، تورط لاعب خط وسط رينجرز باري فيرجسون في مشاجرة عنيفة مع مشجعي فريق سيلتيك في أحد الفنادق في وقت لاحق من نفس المساء. بعد ذلك بعام، كان فيرجسون (قائد النادي الآن) جالسًا في المدرج عندما بدا وكأنه يلقي أكياس الثلج باتجاه مخبأ سلتيك بعد أن تلقى رينجرز هدفًا متأخرًا، لكن الحكم أخطأ الحادث ولم يتم اتخاذ أي إجراء. في نفس المباراة، تم تصوير أحد مشجعي فريق سلتيك وهو يقوم بإشارة «طائرة» تجاه لاعب رينجرز الأمريكي كلاوديو رينا بعد أسابيع قليلة من هجمات 11 سبتمبر. أدت مباراة عام 2004 في إيبروكس والتي «انزلقت في المزيد من الفوضى والجنون أكثر من المعتاد» إلى تحقيق الشرطة بشأن سلوك اللاعبين والجهاز.
في فبراير 2006، حارس مرمى سلتيك أرتور بوروتس تم تحذيره من قبل الشرطة للإيماءات التي قام بها لأنصار رينجرز خلال مباراة في إيبروكس بعد ستة أشهر، تم توضيح أن هذا كان من أجل «السلوك الذي يبدو أنه يحرض على الفوضى» بدلا من مجرد جعل علامة الصليب كما دخل منطقته، كما كان يعتقد البعض. وبارك نفسه أيضا في المباراة في ديسمبر من ذلك العام، مشجعي رينجرز المزعجين الذين رأوا ذلك كعمل استفزازي، على الرغم من أن الشرطة ذكرت أنه لم يتم ارتكاب أي جريمة. بوروك، الذي أصبح يعرف باسم «حارس المرمى المقدس» لعروضه العلنية عن إيمانه الكاثوليكي، نجا من العقاب الشخصي في عام 2008 لعرضه قميصا يحمل شعار «بارك الله في البابا» وصورة لزميله القطب البابا يوحنا بولس الثاني بعد فوز قوي قديم في باركهيد في أبريل 2008، على الرغم من أن سلتيك واجه تدقيقا من فيفا لأنه كان ثوبا غير مصرح به بموجب لوائحه المتعلقة بالشعارات. تم تغريمه 500 يورو وحذر من الإيماءات (غير الدينية) التي تم إجراؤها تجاه مشجعي رينجرز في هزيمة في نفس المكان في سبتمبر من نفس العام. قبل مباراة دولية بين أيرلندا الشمالية وبولندا في عام 2009، ظهرت كتابات ذات طبيعة مهددة تشير إلى بوريتش على الجدران في منطقة دعم رينجرز في بلفاست.
في مارس 2011، حدث تبادل غاضب على خط التماس في سلتيك بارك بين مدرب سلتيك نيل لينون ومساعد مدرب رينجرز ألي ماكويست، مما تطلب من ضباط الشرطة الفصل بينهما، في نهاية المباراة التي تم فيها طرد ثلاثة لاعبين؛ مرة أخرى على لقطات تلفزيونية حية، أدى الحادث إلى منع الرجلين من المخبأ لسوء السلوك. تم عقد «اجتماع أزمة» بمشاركة الأندية والحكومة الاسكتلندية وشرطة ستراثكلايد بعد بضعة أيام فيما يتعلق بتزايد العنف بين المشجعين البعيدين عن أرضية الملعب في أيام مباريات أولد فيرم والمخاوف من أن الحوادث خلال المباريات كانت عاملاً. وقعت الحادثة خلال الأجواء المتوترة للموسم الذي أقيمت فيه سبع مباريات أولد فيرم (بما في ذلك نهائي كأس رابطة الأندية وفاز رينجرز في النهاية بنقطة واحدة على اللقب).

### حوادث أخرى
خلال موسم إغلاق 2018، أعلن رينجرز أنهم سيخفضون تخصيص التذاكر لمشجعي سلتيك في إيبروكس من حوالي 7000 (حامل بروملون بأكمله) إلى 800، وتقع في زاوية حيث يتم عادةً استيعاب دعم السفر الأصغر، بعد دعم استطلاع المعجبين الاقتراح بالإضافة إلى ارتفاع مبيعات التذاكر الموسمية. رداً على ذلك، أشار سلتيك إلى أنهم سيفعلون الشيء نفسه، مما يضع حداً لتقليد طويل من كلا الناديين يقدمان حصة سخية من ملاعبهما لمنافسيهما. انتقد اللاعبون السابقون هذا التطور لأنه يخفف من الجو الشهير للتركيبات، على الرغم من أن آخرين أشادوا بالدخل الإضافي الذي من المحتمل أن يولده التغيير.

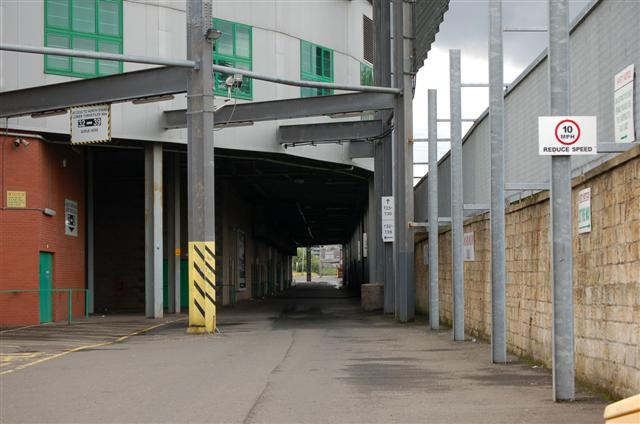
النفق خلف المدرج الرئيسي في سلتيك بارك، والذي تم من خلاله توجيه المشجعين من طرفي الملعب في حادثة 2018.

في أول مباراة في أولد فيرم في سلتيك بارك بموجب الترتيبات الجديدة، تمكن العديد من مشجعي المنزل من الحضور ولكن كان الفصل لا يزال مطلوبًا خارج الملعب لإبقائهم بعيدًا عن الدعم الخارجي الأصغر. في الدقائق التي سبقت انطلاق المباراة، تم إغلاق طريق الوصول الرئيسي كجزء من خطة الفصل المعدلة وتم توجيه الآلاف من المتفرجين الذين يقتربون من حديقة سيلتيك من كلا الاتجاهين إلى الممشى المغلق الضيق أسفل المدرج الشمالي للوصول إلى الجانب الآخر من الاستاد، جنبًا إلى جنب مع أولئك الذين يحاولون الدخول إلى هذا الموقف عبر البوابات الدوارة. تراكم عدد الأشخاص في منطقة الممشى لدرجة أن الكثيرين لم يتمكنوا من المضي قدمًا مع المزيد من الاقتراب من أي من الجانبين، وتعرض السحق في المنطقة المزدحمة لبضع دقائق، مما تسبب في حالة من الذعر، مع وجود عدة مراوح تتسلق جدارًا محيطيًا مرتفعًا وسياج للهروب ؛ سقط أحدهم من الحائط وتطلب لاحقًا العلاج في المستشفى، بينما تم علاج أربعة أشخاص آخرين في مكان الحادث مع انحسار الوضع. وأعرب المتورطون عن غضبهم بعد ذلك بشأن الترتيبات والمراقبة في الملعب في ذلك اليوم، حيث أصدر سلتيك اعتذارًا رسميًا للجماهير.

### تشريعات
اعتبارًا من 1 مارس 2012، مُنحت الشرطة مزيدًا من الصلاحيات للتصرف ضد الأعمال الطائفية في مباريات كرة القدم من خلال قانون السلوك الهجومي الجديد في كرة القدم وتهديد الاتصالات (اسكتلندا) لعام 2012. صُمم القانون خصيصًا لاستهداف التنافس بين أولد فيرم من خلال الحد من الكراهية الدينية بين الجانبين المتعارضين. أنشأ القانون جريمتين جديدتين، إحداهما تغطي السلوك في مباريات كرة القدم وحولها والأخرى تتعلق بالمشاركات المرسلة إما بالطرق الإلكترونية أو البريدية. قد يواجه الأشخاص المدانون بموجب القانون عقوبة السجن لمدة تصل إلى خمس سنوات، وهي عقوبة أعلى بكثير مما كانت عليه في السابق. كان من المأمول أن يسهل كثيرًا مقاضاة هذا السلوك السيئ، الذي ثبت أنه صعب في الماضي.
في مارس 2013، تم احتجاج من قبل عدد من مشجعي سلتيك للاحتجاج على القوانين الجديدة وحظر المباريات اللاحقة التي تلقاها عدد من المشجعين لخرق القانون. وكان المتظاهرون، المعروفون باسم «اللواء الأخضر»، قد ساروا بدون سلطة من الشرطة، وبالتالي تم قمع الحدث من قبل السلطات المحلية مما أدى إلى اعتقال ثلاثة عشر شخصًا. ويدعي المتظاهرون أن الشرطة هي التي حرضت على الاضطرابات التي حدثت في هذه المسيرة. بعد المسيرة، أفادت تغطية إعلامية أن المشجعين يتزايدون بعيدًا عن الشرطة أكثر من أي وقت مضى. وزعموا أن ثقة المشجعين بالشرطة للعمل بالتعاون معهم آخذة في التراجع بشكل كبير. أسفرت المسيرة التي جرت عن عدد من الشكاوى من كل من مجموعات المعجبين بسلتيك ورينجرز من تعرضهم لمضايقات من قبل الشرطة.
قدم جيمس كيلي مشروع قانون السلوك الهجومي في كرة القدم والتهديد بالاتصالات (إلغاء) (اسكتلندا) في يونيو 2017. كان كيلي قد وصف قانون 2012 بأنه «فشل تمامًا في معالجة الطائفية» و «غير ليبرالي» «يستهدف بشكل غير عادل مشجعي كرة القدم»، و «أدانه خبراء قانونيون ومنظمات حقوق الإنسان وجماعات المساواة». تحدث البروفيسور السير توم ديفين سابقًا عن قانون كرة القدم باعتباره «أكثر الأعمال غير الليبرالية والعكسية التي أقرها برلماننا الشاب حتى الآن» و «وصمة عار على سمعة النظام القانوني الإسكتلندي للتعامل العادل». قيل الكثير عندما وصف شريف القانون بأنه «سيّء أو مفروم».
بعد اجتياز العملية البرلمانية في أوائل عام 2018, في 19 أبريل تلقى مشروع القانون الموافقة الملكية، إلغاء قانون 2012.

### رعاية مشتركة
كانت مصانع التخمير تينينت (بالإنجليزية: Tennent)‏ في غلاسكو هي الراعي التجاري الرئيسي لكلا الفريقين لعدة سنوات. المحتمل أن تفقد أي شركة محلية ترعى واحدًا فقط نصف عملائها. في السابق، قامت شركة الزجاج سي آر سميث (التي أبرمت فيما بعد بصفقة مع سلتيك بمفردها)، شركة الاتصالات إن تي إل، ومصانع البيرة الإنجليزية كارلينج، برعاية كلا الناديين.

## أحداث ما بعد عام 2012
في عام 2012، عانى رينجرز من انهيار مالي أدى إلى تصفية الكيان التجاري. ومع ذلك، تم الاستحواذ على الأصول الرياضية من قبل شركة جديدة، مما سمح لعضوية اللعب بالاستمرار دون انقطاع (وإن كان ذلك في القسم الأدنى من نظام الدوري الإسكتلندي لكرة القدم). نتيجة لذلك، هذا يعني أنه لأول مرة منذ 120 عامًا، لن يتم لعب أي مباريات بين رينجرز وسلتيك.
كما تم الطعن في وضع الفريق القديم، باتباع المنطق القائل بأنه منذ «وفاة» رينجرز خلال أحداث 2012، انتهت المنافسة أيضًا وأي مباريات لعبت منذ تلك النقطة ستكون بين سلتيك و «رينجرز جديد»، وإن كان يلعب على نفس الملعب، وبنفس الألوان، وبنفس المشجعين وبعض اللاعبين كما كان من قبل. يشير أتباع وجهة النظر هذه إلى النادي باستخفاف باسم سيفكو (الاسم الأصلي للشركة القابضة لما بعد عام 2012)، وأنصار رينجرز على أنهم «زومبي» أو «أوندد». أصبح هذا الاختلاف في الرأي عاملاً جديدًا في التنافس.
كان بعض أنصار سلتيك صاخبين بشكل خاص في تأكيداتهم، إلى حد دفع مجموعة مقابل إعلان صحيفة على صفحة كاملة في يناير 2015 معلنة أن ناديهم سيلعب قريبًا أول مباراة له ضد رينجرز الجديد.
ويعتبر استمراراً للنادي نفسه من قبل الرئيس التنفيذي للدوري الاسكتلندي للمحترفين لكرة القدم نيل دونكاستر. الهيئات الحاكمة الخارجية مثل الاتحاد الأوروبي لكرة القدم ورابطة الأندية الأوروبية والفيفا لم تحدد موقفها رسميًا من رينجرز لكنها أصدرت ملاحظات عامة حول استمرار تاريخ النادي عندما تسيطر عليه شركة جديدة.
في عام 2013، تم تقديم العديد من الشكاوى إلى هيئة معايير الإعلان (ASA) بشأن الاتصالات التسويقية الرسمية من رينجرز والتي ذكرت أنهم «النادي الأكثر نجاحًا في اسكتلندا»، حيث تم الطعن في هذا الادعاء حيث أعلن المشتكون أن النادي كان موجودًا لمدة عام واحد فقط. بعد النظر في الأدلة بما في ذلك المشورة من يويفا، لم تُؤيّد هيئة معايير الإعلان الشكاوى.
في يوليو 2012، تم عرض لافتة كبيرة في سلتيك بارك خلال لعبة تظهر كرتونية زومبي تمثل رينجرز وهو يرتفع من القبر قبل إطلاق النار عليه من قبل قناص، مما أثار انتقادات بسبب المسلح الذي يشبه القوات شبه العسكرية من نزاع أيرلندا الشمالية، على الرغم من هروب سلتيك العقوبة الرسمية على هذه المسألة. استمرت مجموعات المعجبين في سلتيك في عرض لافتات تزعم أن رينجرز «ماتوا».
كما انخرط سلتيك وأتباعهم في إجراءات قانونية أخرى تتعلق بحراس رينجرز، بما في ذلك نتيجة تحقيق إيه بي تي طويل الأمد.
استغرق رينجرز أربع سنوات لتسلق الأقسام الدنيا واستعادة مكانهم في الدوري الاسكتلندي الممتاز لموسم 2016-2017. في غضون ذلك، تم لعب دور نصف نهائي الكأس فقط بين الأندية، وفاز سلتيك بجميع ألقاب الدوري الأربعة بهوامش كبيرة (لا تقل عن 15 نقطة). استؤنف التنافس بجدية من خلال ست مباريات خلال موسم 2016-2017، حيث أطاح سلتيك برينجرز من كلا الكأسين في مرحلة نصف النهائي في طريقه إلى رفع الكؤوس وظهوره منتصرًا في ثلاث مباريات في بطولة الدوري، والتي هم فازوا أيضًا دون أن يخسروا أي مباراة ليضمنوا لقبهم السادس على التوالي وثلاثية محلية. كان موسم 2017-18 متشابهًا إلى حد كبير: فاز سلتيك بثلاث من مباريات الدوري القديم، بالإضافة إلى لقاء نصف نهائي كأس اسكتلندا، ورفع جميع الكؤوس المحلية الثلاثة، احتل رينجرز المركز الثالث خلف أبردين.
فاز سلتيك بالثلاثية الثالثة على التوالي في 2018-19، على الرغم من أن رينجرز حقق انتصاراته في النهاية في الدوري بنتيجة 1-0 و 2-0 في المباراتين على ملعب إيبروكس. كان رينجرز وصيف البطل في الدوري، وهو أعلى مركز لهم منذ 2012. في ديسمبر 2019، فاز رينجرز على سيلتيك 2-1 في سلتيك بارك، وهو أول فوز له خارج أرضه منذ أكتوبر 2010 ؛، تم تقليص موسم 2019-20 بسبب وباء كوفيد-19 في اسكتلندا، مع إعلان سلتيك أنهم البطل.
أثبتت الدلائل الأولية على أن الدوري الأسكتلندي الممتاز لكرة القدم 2020–21 (الذي يُلعب بالكامل تقريبًا في الملاعب الفارغة بسبب الوباء) أنه غير دقيق حيث قدم رينجرز أداءً ثابتًا وقويًا دفاعيًا، على عكس سلتيك الذي أسقط الأهداف والنقاط بانتظام خلال الموسم. تقدم (على الرغم من أنهم سجلوا رقمًا قياسيًا جديدًا بـ «ثلاثية ثلاثية»، وفازوا باثني عشر لقبًا محليًا على التوالي). فاز رينجرز بمباريات أولد فيرم وتم تأكيده كأبطال - اللقب 55 في تاريخهم والأول منذ 2011 - بحلول أوائل مارس 2021 حتى قبل المباراة الثالثة التي غالبًا ما تكون محورية ضد سلتيك، منهية فرص الأطواق في تحقيق رقم قياسي. كسر البطولة العاشرة على التوالي.

## ملخص المسابقات
| سلتيك،          | مسابقة                                | رينجرز، |
| --------------- | ------------------------------------- | ------- |
| محلي            |                                       |         |
| 51              | بطولة الدوري الإسكتلندي الدرجة الأولى | 55      |
| 40              | كأس اسكتلندي                          | 33      |
| 19              | كأس الدوري الاسكتلندي                 | 27      |
| 110             | المجموع                               | 115     |
| أوروبية وعالمية |                                       |         |
| 1               | دوري ابطال اوروبا / كأس اوروبا        | -       |
| -               | كأس الكؤوس الأوروبية                  | 1       |
| 1               | المجموع                               | 1       |
| 111             | المجموع الكلي                         | 116     |

## سجل المواجهات في جميع الأوقات

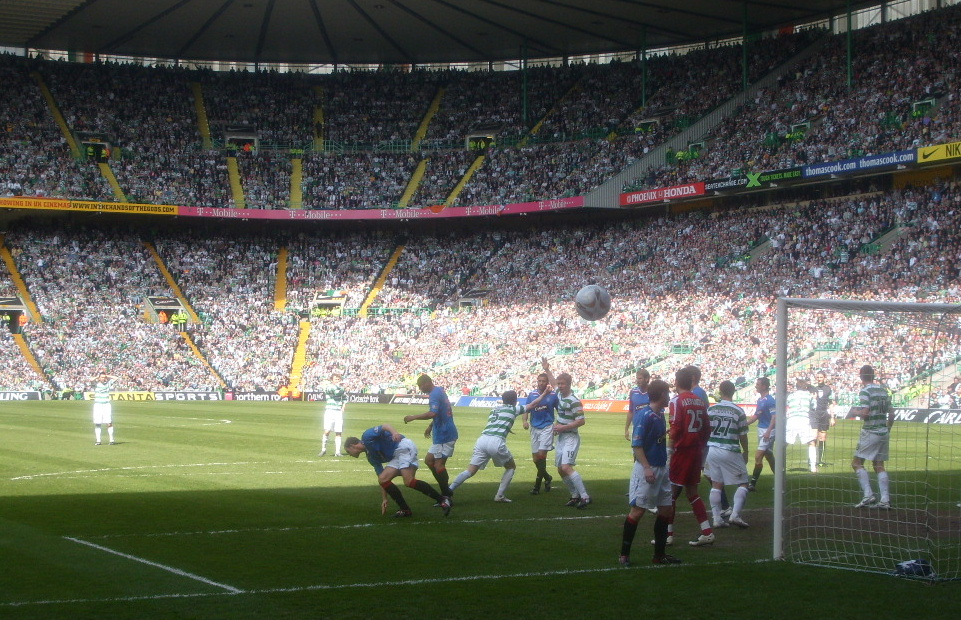
مباراة ديربي أولد فيرم في عام 2008

جميع المباريات محدثة حتى الـ 29 آب/أغسطس 2021:
| المسابقة          | المباراة الأولى | عدد المباريات | سلتيك | رينجرز | عدد التعادلات |
| ----------------- | --------------- | ------------- | ----- | ------ | ------------- |
| الدوري الإسكتلندي | 1891            | 324           | 110   | 126    | 88            |
| كأس اسكتلندي      | 1890            | 52            | 25    | 17     | 10            |
| كأس الدوري        | 1947            | 50            | 24    | 24     | 2             |
| المجاميع          | المجاميع        | 426           | 159   | 167    | 100           |

### المسابقات غير المعترف بها
هناك عدد من المباريات بين الناديين غير المعترف بها في السجلات الرسمية، مثل أول لقاء تنافسي بينهما في كأس جلاسكو 1888-1889، حيث تغلب سلتيك على رينجرز 6-1.
| المنافسة                     | السنوات   | عدد المباريات | رينجرز | سلتيك | عدد التعادلات |
| ---------------------------- | --------- | ------------- | ------ | ----- | ------------- |
| كأس غلاسكو                   | 1887–1987 | 79            | 36     | 23    | 20            |
| كأس جلاسكو التجاري الخيري،   | 1892-1961 | 46            | 23     | 16    | 7             |
| دوري جلاسكو/الدوري بين المدن | 1895–1906 | 19            | 5      | 10    | 4             |
| كأس جلاسكو الدولي للمعارض    | 1901      | 1             | 1      | 0     | 0             |
| كأس الدوري البريطاني         | 1902      | 1             | 0      | 1     | 0             |
| بطولة بنفت                   | 1902      | 1             | 0      | 1     | 0             |
| دوري منتصف الأسبوع           | 1912      | 1             | 1      | 0     | 0             |
| كأس اللورد بروفوست           | 1921      | 1             | 1      | 0     | 0             |
| كأس دريبرو                   | 1971-1980 | 2             | 1      | 0     | 1             |

### مسابقات الحرب
في الحرب العالمية الأولى، تم تعليق كأس اسكتلندا. من بين المسابقات غير الرسمية التي أقيمت لأغراض جمع التبرعات درع صندوق البحرية والجيش الحربي، حيث هزم رينجرز سلتيك في ديسمبر 1914.
خلال الحرب العالمية الثانية، تم تعليق الدوري الإسكتلندي لكرة القدم وكأس اسكتلندا، وفي مكانهما أقيمت مسابقات دوري إقليمية غير رسمية (سيطر عليها رينجرز). إحدى هذه الألعاب كانت ديربي يوم رأس السنة الجديدة عام 1943 وفاز رينجرز بنتيجة 8-1.
| المنافسة ،           | السنوات   | عدد المباريات | رينجرز | سلتيك | التعادلات |
| -------------------- | --------- | ------------- | ------ | ----- | --------- |
| درع صندوق الحرب      | 1914      | 1             | 1      | 0     | 0         |
| عصبة الطوارئ الغربية | 1939-1940 | 2             | 1      | 0     | 1         |
| الرابطة الجنوبية     | 1940-1946 | 12            | 7      | 3     | 2         |
| كأس الرابطة الجنوبية | 1940-1946 | 4             | 4      | 0     | 0         |
| كأس الصيف            | 1940-1946 | 2             | 2      | 0     | 0         |
| كأس النصر            | 1946      | 2             | 1      | 0     | 1         |

### المسابقات غير الرسميّة
هناك عدد من المباريات بين الناديين غير المعترف بها في السجلات الرسمية، مثل أول لقاء تنافسي بينهما في كأس جلاسكو 1888-1889، حيث هزم سلتيك رينجرز 6-1.
| المنافسة ،                   | السنوات   | عدد المباريات | رينجرز | سلتيك | التعادلات |
| ---------------------------- | --------- | ------------- | ------ | ----- | --------- |
| كأس غلاسكو                   | 1887–1987 | 79            | 36     | 23    | 20        |
| كأس جلاسكو التجار الخيري،    | 1892-1961 | 46            | 23     | 16    | 7         |
| دوري جلاسكو/الدوري بين المدن | 1895–1906 | 19            | 5      | 10    | 4         |
| كأس معرض جلاسكو الدولي       | 1901      | 1             | 1      | 0     | 0         |
| كأس الدوري البريطاني         | 1902      | 1             | 0      | 1     | 0         |
| بطولة بنفت                   | 1902      | 1             | 0      | 1     | 0         |
| دوري منتصف الأسبوع           | 1912      | 1             | 1      | 0     | 0         |
| كأس اللورد بروفوست           | 1921      | 1             | 1      | 0     | 0         |
| كأس دريبرو                   | 1971-1980 | 2             | 1      | 0     | 1         |

### مسابقات زمن الحرب
في الحرب العالمية الأولى، تم تعليق كأس اسكتلندا. من بين المسابقات غير الرسمية التي أقيمت لأغراض جمع التبرعات درع صندوق البحرية والجيش الحربي، حيث هزم رينجرز سلتيك في ديسمبر 1914.
خلال الحرب العالمية الثانية، تم تعليق الدوري الإسكتلندي لكرة القدم وكأس اسكتلندا، وفي مكانهما أقيمت مسابقات دوري إقليمية غير رسمية (سيطر عليها رينجرز). إحدى هذه الألعاب كانت ديربي يوم رأس السنة الجديدة عام 1943 وفاز رينجرز بنتيجة 8-1.
| المنافسة ،           | السنوات   | عدد المباريات | رينجرز | سلتيك | التعادلات |
| -------------------- | --------- | ------------- | ------ | ----- | --------- |
| درع صندوق الحرب      | 1914      | 1             | 1      | 0     | 0         |
| عصبة الطوارئ الغربية | 1939-1940 | 2             | 1      | 0     | 1         |
| الرابطة الجنوبية     | 1940-1946 | 12            | 7      | 3     | 2         |
| كأس الرابطة الجنوبية | 1940-1946 | 4             | 4      | 0     | 0         |
| كأس الصيف            | 1940-1946 | 2             | 2      | 0     | 0         |
| كأس النصر            | 1946      | 2             | 1      | 0     | 1         |

## مقارنة ألقاب الدوري

### 1890-1914
| ص. | 91 | 92 | 93 | 94 | 95 | 96 | 97 | 98 | 99 | 00 | 01 | 02 | 03 | 04 | 05 | 06 | 07 | 08 | 09 | 10 | 11 | 12 | 13 | 14 |
| -- | -- | -- | -- | -- | -- | -- | -- | -- | -- | -- | -- | -- | -- | -- | -- | -- | -- | -- | -- | -- | -- | -- | -- | -- |
| 1  | 1  |    | 1  | 1  |    | 1  |    | 1  | 1  | 1  | 1  | 1  |    |    | 1  | 1  | 1  | 1  | 1  | 1  | 1  | 1  | 1  | 1  |
| 2  |    | 2  | 2  |    | 2  | 2  |    | 2  |    | 2  | 2  | 2  |    |    | 2  |    |    |    |    |    |    | 2  | 2  | 2  |
| 3  | 3  |    |    |    | 3  |    | 3  |    | 3  |    |    |    | 3  | 3  |    |    | 3  | 3  |    | 3  |    |    |    |    |
| 4  |    |    |    | 4  |    |    | 4  |    |    |    |    |    |    | 4  |    | 4  |    |    | 4  |    |    |    |    |    |
| 5  |    | 5  |    |    |    |    |    |    |    |    |    |    | 5  |    |    |    |    |    |    |    | 5  |    |    |    |

### 1975-1998
| ص. | 76 | 77 | 78 | 79 | 80 | 81 | 82 | 83 | 84 | 85 | 86 | 87 | 88 | 89 | 90 | 91 | 92 | 93 | 94 | 95 | 96 | 97 | 98 |
| -- | -- | -- | -- | -- | -- | -- | -- | -- | -- | -- | -- | -- | -- | -- | -- | -- | -- | -- | -- | -- | -- | -- | -- |
| 1  | 1  | 1  | 1  | 1  |    | 1  | 1  |    |    |    | 1  | 1  | 1  | 1  | 1  | 1  | 1  | 1  | 1  | 1  | 1  | 1  | 1  |
| 2  | 2  | 2  |    | 2  | 2  |    |    | 2  | 2  | 2  |    | 2  |    |    |    |    |    |    |    |    | 2  | 2  | 2  |
| 3  |    |    |    |    |    | 3  | 3  |    |    |    |    |    | 3  | 3  |    | 3  | 3  | 3  |    |    |    |    |    |
| 4  |    |    |    |    |    |    |    | 4  | 4  | 4  |    |    |    |    |    |    |    |    | 4  | 4  |    |    |    |
| 5  |    |    | 5  |    | 5  |    |    |    |    |    | 5  |    |    |    | 5  |    |    |    |    |    |    |    |    |

### 1998-2021
| ص.  | 99 | 00 | 01 | 02 | 03 | 04 | 05 | 06 | 07 | 08 | 09 | 10 | 11 | 12 | 13 | 14 | 15 | 16 | 17 | 18 | 19 | 20 | 21 |
| --- | -- | -- | -- | -- | -- | -- | -- | -- | -- | -- | -- | -- | -- | -- | -- | -- | -- | -- | -- | -- | -- | -- | -- |
| 1   | 1  | 1  | 1  | 1  | 1  | 1  | 1  | 1  | 1  | 1  | 1  | 1  | 1  | 1  | 1  | 1  | 1  | 1  | 1  | 1  | 1  | 1  | 1  |
| 2   | 2  | 2  | 2  | 2  | 2  | 2  | 2  |    | 2  | 2  | 2  | 2  | 2  | 2  |    |    |    |    |    |    | 2  | 2  | 2  |
| 3   |    |    |    |    |    |    |    | 3  |    |    |    |    |    |    |    |    |    |    | 3  | 3  |    |    |    |
|     |    |    |    |    |    |    |    |    |    |    |    |    |    |    |    |    |    |    |    |    |    |    |    |
| د 2 |    |    |    |    |    |    |    |    |    |    |    |    |    |    |    |    | 3  | 1  |    |    |    |    |    |
|     |    |    |    |    |    |    |    |    |    |    |    |    |    |    |    |    |    |    |    |    |    |    |    |
| د 3 |    |    |    |    |    |    |    |    |    |    |    |    |    |    |    | 1  |    |    |    |    |    |    |    |
|     |    |    |    |    |    |    |    |    |    |    |    |    |    |    |    |    |    |    |    |    |    |    |    |
| د 4 |    |    |    |    |    |    |    |    |    |    |    |    |    |    | 1  |    |    |    |    |    |    |    |    |

### 1914–1939
| P. | 15 | 16 | 17 | 18 | 19 | 20 | 21 | 22 | 23 | 24 | 25 | 26 | 27 | 28 | 29 | 30 | 31 | 32 | 33 | 34 | 35 | 36 | 37 | 38 | 39 |
| -- | -- | -- | -- | -- | -- | -- | -- | -- | -- | -- | -- | -- | -- | -- | -- | -- | -- | -- | -- | -- | -- | -- | -- | -- | -- |
| 1  | 1  | 1  | 1  | 1  | 1  | 1  | 1  | 1  | 1  | 1  | 1  | 1  | 1  | 1  | 1  | 1  | 1  |    | 1  | 1  | 1  | 1  | 1  | 1  | 1  |
| 2  |    | 2  |    | 2  | 2  | 2  | 2  | 2  |    |    |    |    |    | 2  | 2  |    | 2  | 2  |    |    | 2  | 2  |    |    | 2  |
| 3  | 3  |    | 3  |    |    |    |    |    | 3  | 3  |    |    | 3  |    |    |    |    | 3  |    | 3  |    |    | 3  | 3  |    |
| 4  |    |    |    |    |    |    |    |    |    |    | 4  |    |    |    |    | 4  |    |    | 4  |    |    |    |    |    |    |
| 5  |    |    |    |    |    |    |    |    |    |    |    |    |    |    |    |    |    |    |    |    |    |    |    |    |    |
| 6  |    |    |    |    |    |    |    |    |    |    |    | 6  |    |    |    |    |    |    |    |    |    |    |    |    |    |

### 1946–1975
| P. | 47 | 48 | 49 | 50 | 51 | 52 | 53 | 54 | 55 | 56 | 57 | 58 | 59 | 60 | 61 | 62 | 63 | 64 | 65 | 66 | 67 | 68 | 69 | 70 | 71 | 72 | 73 | 74 | 75 |
| -- | -- | -- | -- | -- | -- | -- | -- | -- | -- | -- | -- | -- | -- | -- | -- | -- | -- | -- | -- | -- | -- | -- | -- | -- | -- | -- | -- | -- | -- |
| 1  | 1  |    | 1  | 1  |    |    | 1  | 1  |    | 1  | 1  |    | 1  |    | 1  |    | 1  | 1  |    | 1  | 1  | 1  | 1  | 1  | 1  | 1  | 1  | 1  | 1  |
| 2  |    | 2  |    |    | 2  | 2  |    |    | 2  |    |    | 2  |    |    |    | 2  |    |    |    | 2  | 2  | 2  | 2  | 2  |    |    | 2  |    |    |
| 3  |    |    |    |    |    |    |    |    | 3  |    |    |    |    | 3  |    | 3  |    | 3  |    |    |    |    |    |    |    | 3  |    | 3  | 3  |
| 4  |    |    |    |    |    |    |    | 4  |    |    |    | 4  |    |    | 4  |    | 4  |    |    |    |    |    |    |    | 4  |    |    |    |    |
| 5  |    |    |    | 5  |    |    |    |    |    | 5  | 5  |    |    |    |    |    |    |    | 5  |    |    |    |    |    |    |    |    |    |    |
| 6  |    |    | 6  |    |    |    |    |    |    |    |    |    | 6  |    |    |    |    |    |    |    |    |    |    |    |    |    |    |    |    |
| 7  | 7  |    |    |    | 7  |    |    |    |    |    |    |    |    |    |    |    |    |    |    |    |    |    |    |    |    |    |    |    |    |
| 8  |    |    |    |    |    |    | 8  |    |    |    |    |    |    |    |    |    |    |    | 8  |    |    |    |    |    |    |    |    |    |    |
| 9  |    |    |    |    |    | 9  |    |    |    |    |    |    |    | 9  |    |    |    |    |    |    |    |    |    |    |    |    |    |    |    |
| 10 |    |    |    |    |    |    |    |    |    |    |    |    |    |    |    |    |    |    |    |    |    |    |    |    |    |    |    |    |    |
| 11 |    |    |    |    |    |    |    |    |    |    |    |    |    |    |    |    |    |    |    |    |    |    |    |    |    |    |    |    |    |
| 12 |    | 12 |    |    |    |    |    |    |    |    |    |    |    |    |    |    |    |    |    |    |    |    |    |    |    |    |    |    |    |

- ملخص: حقَّق نادي سلتيك 58 لقبًا، فيما حقَّقَ رينجرز 66 لقبًا (اعتبارًا من نهاية موسم 2020-21).

## أكبر الانتصارات
*فارق أربعة أهداف أو أكثر بين الفريقين.يشمل فقط الدوري وكأسين رئيسيين ؛ تم تسجيل هوامش ربح كبيرة أخرى في مسابقات صغيرة مثل كأس جلاسكو ميرشانتس الخيرية.

### سلتيك
فرق 6 أهداف
- سلتيك 7-1 رينجرز في 19 أكتوبر 1957، كأس الدوري الاسكتلندي

فرق 5 أهداف
- سلتيك 5-0 رينجرز في 21 مارس 1925، كأس اسكتلندا
- سلتيك 5-0 رينجرز في 29 أبريل 2018، الدوري الاسكتلندي الممتاز.[146]

فرق 4 أهداف
- سلتيك 6-2 رينجرز في 14 ديسمبر 1895، الاسكتلندي القسم الأول
- رينجرز 0-4 سلتيك في 27 سبتمبر 1898 الإسكتلندي القسم الأول
- سلتيك 4-0 رينجرز في 10 مارس 1900، كأس اسكتلندا
- سلتيك 4-0 رينجرز في 1 يناير 1914، الإسكتلندي القسم الأول
- سلتيك 6 - 2 رينجرز في 10 سبتمبر 1938، الإسكتلندي القسم الأول
- سلتيك 5-1 رينجرز في 3 يناير 1966، الإسكتلندي القسم الأول
- سلتيك 4-0 رينجرز في 26 أبريل 1969، كأس اسكتلندا
- سلتيك 5-1 رينجرز في 21 نوفمبر 1998، الدوري الاسكتلندي الممتاز
- سلتيك 6-2 رينجرز في 27 أغسطس 2000، الدوري الإسكتلندي الممتاز
- سلتيك 5-1 رينجرز في 10 سبتمبر 2016، الدوري الإسكتلندي الممتاز
- رينجرز 1-5 سلتيك في 29 أبريل 2017، الدوري الإسكتلندي الممتاز
- سلتيك 4-0 رينجرز في 15 أبريل 2018، كأس اسكتلندا.[147]

### رينجرز
فرق 5 أهداف
- رينجرز 5-0 سلتيك في 2 سبتمبر 1893، الدوري الإسكتلندي
- رينجرز 5-0 سلتيك في 1 يناير 1894، الإسكتلندي القسم الأول

فرق 4 أهداف
- سلتيك 0-4 رينجرز في 24 سبتمبر 1898، الإسكتلندي القسم الأول
- رينجرز 4-0 سلتيك في 14 أبريل 1928، كأس اسكتلندا
- سلتيك 0-4 رينجرز في 2 يناير 1948، الدوري الإسكتلندي القسم أ
- رينجرز 4-0 سلتيك في 24 سبتمبر 1949، الدوري الإسكتلندي القسم أ
- سلتيك 0-4 رينجرز في 31 أغسطس 1955، كأس الدوري الإسكتلندي
- سلتيك 1-5 رينجرز في 10 سبتمبر 1960، الإسكتلندي القسم الأول
- رينجرز 4-0 سلتيك في 1 يناير 1963، الإسكتلندي القسم الأول
- رينجرز 5-1 سلتيك في 27 أغسطس 1988، القسم الإسكتلندي الممتاز
- رينجرز 4-0 سلتيك في 26 مارس 2000، الدوري الإسكتلندي الممتاز
- رينجرز 5-1 سلتيك في 26 نوفمبر 2000، الدوري الإسكتلندي الممتاز

## اللاعبين

### لعبا لكلا الفريقين
شراسة التنافس جعلت من النادر أن يمثل اللاعب كلا الفريقين خلال مسيرته. كان من بين اللاعبين الذين لعبوا لكلا جانبي الشركة القديمة أليك بينيت، سكوت دنكان، روبرت كامبل، وجورج ليفينجستون، الذين لعبوا جميعًا قبل بدء المنافسة الشديدة قبل عام 1912، بالإضافة إلى لاعبين لاحقًا: ألفي كون، موريس جونستون، كيني ميلر، ستيفن بريسلي. ومارك براون (لم ينتقل أي منهم مباشرة بين الناديين).

#### ما قبل الحرب العالمية الأولى
- توم دنبار (سلتيك 1888–1891، رينجرز 1891–1892، سلتيك 1892–1898).[185]
- جون كننغهام (سلتيك 1889 - 1892، رينجرز ؟ -؟).[186][187]
- ألان مارتن (رينجرز 1891–1892، سلتيك 1895–1896).[185]
- أليكس كينج (رينجرز 1895، سلتيك 1896-1900)
- جورج ليفينجستون (سلتيك 1901–1902، رينجرز 1906–1909).[185]
- أليك بينيت (سلتيك 1903–1908، رينجرز 1908-1918).[180][185]
- توم سنكلير (رينجرز 1904–1906، سلتيك 1906–1907).[185][188]
- روبرت كامبل (سلتيك 1905–1906، رينجرز 1906–1914).[185]
- هيو شو (رينجرز 1905–1906، سلتيك 1906–1907).[185]
- ويلي كيفليشان (رينجرز 1905–1907، سلتيك 1907-1911).[185]
- ديفيد تيلور (رينجرز 1906-1911، سيلتيك 1918-1919 ضيف زمن الحرب).[185]
- ديفي ماكلين (سلتيك 1907–1909، رينجرز 1918-1919).[185]
- سكوت دنكان (رينجرز 1913-1918، سيلتيك 1918-1919 ضيف زمن الحرب).[185]
- جيمس يونغ (سلتيك 1917-1918، رينجرز 1917-1918).[185]

#### ما بعد الحرب العالمية الأولى
- تولي كريج (سلتيك 1919-1922، رينجرز 1923-1935).[185]
- ألفي كون (رينجرز 1968-1974، سلتيك 1977-1979).[181][185]
- مو جونستون (سلتيك 1984-1987، رينجرز 1989-1991).[19][20][185]
- كيني ميلر (رينجرز 2000-2001، سيلتيك 2006-2007، رينجرز 2008-2011، رينجرز 2014-2018).[182][183][189]
- ستيفن بريسلي (رينجرز 1990-1994، سيلتيك 2006-2008).[184][190]
- مارك براون (رينجرز 1997-2001، سيلتيك 2007-2010).[191]

#### المدربين وباقي الإداريين
- جون دوي (الشباب الوظيفي رينجرز، سلتيك المهنية العليا).[192]
- جوردون مارشال (الشباب الوظيفي رينجرز، سلتيك المهنية العليا).[193]
- كريج بيتي (مدرب الشباب مع كل من رينجرز وسلتيك، مدرب الفريق الثاني في سلتيك).[194][195]
- شون فيتزاريس (مدرب الشباب مع كل من رينجرز وسلتيك، مدرب الفريق الثاني في سلتيك).[196][197]
- جريج سبينس (الشباب الوظيفي رينجرز، سلتيك المهنية العليا).[198][199]
- جو طومسون (مدرب الشباب مع كل من رينجرز وسلتيك، مسيرته المهنية العليا في سلتيك).[200][201]
- ديلان ماكجيوش (مدرب الشباب مع كل من سلتيك ورينجرز، مدرب الفريق الثاني في سلتيك).[202][203]
- جريج وايلد (مدرب الشباب مع كل من سلتيك ورينجرز، كبار رينجرز).[204]
- باري روبسون (فريق رينجرز للشباب، مسيرته المهنية العليا في سلتيك).[205]
- مايكل أوهالوران (فريق الشباب في سلتيك، كبير رينجرز).[206][207]
- ليام بيرت (شاب ومهني كبير مع كل من سلتيك ورينجرز).[208][209]
- لويس مورجان (رينجرز للشباب، مدرب نادي سلتيك العليا).[210]
- جريج تيلور (رينجرز للشباب، مدرب نادي سلتيك العليا).[211]

### العائلات
لعبت عدة مجموعات من الإخوة في مباراة أولد فيرم، وإن لم يكن ذلك بالضرورة معًا:
- مايكل دنبار وتوم دنبار (سيلتيك)
- جون ماكفيل وبيلي ماكفيل (سلتيك)
- فرانك بروغان وجيم بروغان (سيلتيك)
- ديريك فيرجسون وباري فيرجسون (رينجرز)
- جوردون مارشال وسكوت مارشال (سلتيك)

أولئك الذين كانوا زملاء في الفريق هم:
- ويلي مالي وتوم مالي (سلتيك).[212]
- جون ماكفرسون وديفيد ماكفرسون (رينجرز).[213]
- أندرو مكريدي وهيو مكريدي (رينجرز).[214]
- جيمي مكستاي وويلي ماكستاي (سلتيك).[215]
- فرانك أودونيل وهيو أودونيل (سلتيك).[216]
- ويلي ماك ستاي وبول ماكستاي (سلتيك، أبناء إخوة الأخوين السابقين).[217]
- فرانك دي بوير ورونالد دي بوير (رينجرز، توأمان).[218]

في تسعينيات القرن التاسع عشر، قضى توم دنبار موسمًا مع رينجرز بين فترتين لسلتيك، لكنه وشقيقه ميك (انظر أعلاه) لم يلعبوا أبدًا ضد بعضهم البعض في المباراة. في الثمانينيات، لعب الأخوان ماك آدم على جانبين متقابلين، ومباشرة ضد بعضهما البعض، في عدة مناسبات: المدافع توم لفريق سيلتيك والمهاجم كولين لرينجرز.
يشمل ثنائي الأب والابن الذين تم اختيارهم ما يلي:
- ساندي كلارك ونيكي كلارك (رينجرز)
- مايك كونروي الأب ومايك كونروي جونيور (سلتيك).[220]
- جون دايفرز الأب وجون دايفرز جونيور (سلتيك)
- باتسي جالاتشر وويلي جالاتشر (سلتيك)
- جيمي مكمينمي وجون مكمينمي (سلتيك)
- جاكي مكنمارا الأب وجاكي ماكنمارا جونيور (سلتيك).[221]
- جيمي بارلين وديريك بارلين (رينجرز).[222]
- نيكول سميث وجيمي سميث (رينجرز)

كان جيمي سيمبسون قائدا لفريق رينجرز في الثلاثينيات، بينما كان ابنه روني سيمبسون حارس مرمى سلتيك الفائز بكأس أوروبا في عام 1967.

## السجلات الفردية

### جميع المسابقات
اعتبارًا من نهاية موسم 2018-19.
| الترتيب | الاسم         | النادي | عدد المباريات | الفترة    |
| ------- | ------------- | ------ | ------------- | --------- |
| 1       | أليكس سميث    | رينجرز | 87            | 1894–1913 |
| 2       | جون غريغ      | رينجرز | 74            | 1962–1978 |
| 3       | بول ماكستاي   | سيلتك  | 70            | 1982–1997 |
| 4       | بيلي ماكنيل   | سيلتك  | 65            | 1958–1975 |
| 4       | دوجي جراي     | رينجرز | 65            | 1925–1945 |
| 6       | ساندي جاردين  | رينجرز | 64            | 1967–1982 |
| 7       | روي آيتكين    | سيلتك  | 62            | 1976–1990 |
| 8       | باكي بونر     | سيلتك  | 60            | 1979–1995 |
| 8       | جون ماكفيرسون | رينجرز | 60            | 1890–1902 |
| 10      | داني ماكغراين | سيلتك  | 58            | 1970–1987 |
| 11      | أليكس ماكناير | سيلتك  | 56            | 1905–1924 |

| الترتيب | اسم اللاعب    | النادي | عدد المباريات | الفترة    |
| ------- | ------------- | ------ | ------------- | --------- |
| 1       | بول ماكستاي   | سيلتك  | 54            | 1982–1997 |
| 2       | روي آيتكين    | سيلتك  | 51            | 1976–1990 |
| 3       | باكي بونر     | سيلتك  | 50            | 1980–1995 |
| 4       | ساندي جاردين  | رينجرز | 44            | 1967–1982 |
| 4       | داني ماك غرين | سيلتك  | 44            | 1970–1987 |
| 6       | آلي ماكويست   | رينجرز | 43            | 1983–1998 |
| 7       | دافي كوبر     | رينجرز | 40            | 1977–1989 |
| 8       | تومي بورنز    | سيلتك  | 39            | 1976–1989 |
| 8       | بيتر غرانت    | سيلتك  | 39            | 1984–1997 |
| 10      | جون غريغ      | رينجرز | 38            | 1962–1978 |
| 11      | ديريك جونستون | رينجرز | 37            | 1971–1985 |

### الهدافون
الإحصائيات صحيحة حتى نهاية موسم 2018-19.
| الترتيب | الاسم           | النادي | عدد الأهداف | عدد المباريات | النسبة |
| ------- | --------------- | ------ | ----------- | ------------- | ------ |
| 1       | آلي ماكويست     | رينجرز | 27          | 55            | 0.49   |
| 2       | روبرت هاميلتون  | رينجرز | 24          | 46            | 0.52   |
| 3       | جيمي ماكغروري   | سلتيك  | 22          | 35            | 0.63   |
| 4       | ساندي ماكماهون  | سلتيك  | 22          | 43            | 0.51   |
| 5       | جيمي كوين       | سلتيك  | 18          | 37            | 0.49   |
| 6       | جون ماكفيرسون   | رينجرز | 17          | 60            | 0.29   |
| 7       | أليكس فينتيرز   | رينجرز | 16          | 26            | 0.61   |
| 8       | جيمي دوانكانسون | رينجرز | 16          | 30            | 0.53   |
| 9       | هنريك لارسون    | سلتيك  | 15          | 30            | 0.50   |
| 10      | بوبي لينوكس     | سلتيك  | 15          | 51            | 0.29   |
| 11      | ويلي رايد       | رينجرز | 14          | 21            | 0.67   |
| 12      | أليكس سميث      | رينجرز | 14          | 87            | 0.16   |

| الترتيب | الاسم          | النادي | عدد الأهداف | عدد المباريات | النسبة |
| ------- | -------------- | ------ | ----------- | ------------- | ------ |
| 1       | آلي ماكويست    | رينجرز | 17          | 43            | 0.39   |
| 2       | ساندي ماكماهون | سلتيك  | 15          | 22            | 0.68   |
| 3       | هينريك لارسون  | سلتيك  | 11          | 23            | 0.48   |
| 4       | جيمي ماك غروري | سلتيك  | 10          | 19            | 0.53   |
| 5       | كيني ميلر      | ملاحظة | 10          | 19            | 0.53   |
| 6       | جون كامبيل     | سلتيك  | 9           | 19            | 0.47   |
| 7       | جيمي كوين      | سلتيك  | 9           | 21            | 0.43   |
| 8       | ديريك جونستون  | رينجرز | 9           | 37            | 0.24   |
| 9       | ديريك بارلان   | رينجرز | 8           | 17            | 0.47   |
| 10      | تشارلي نيكولاس | سلتيك  | 8           | 18            | 0.44   |
| 11      | مارك هاتلاي    | رينجرز | 8           | 19            | 0.42   |
| 12      | توم ماك آدم    | سلتيك  | 8           | 30            | 0.27   |

## الإحصاء الإداري
اعتبارًا من 29 أغسطس 2021. ما لا يقل عن 10 أشخاص تقلّدوا المنصب الإداري كمدير في ديربي أولد فيرم.
| الاسم            | الفريق | الفترة               | السجّل العام   | السجّل العام    | السجّل العام     | سجّل الدوري    | سجّل الدوري     | سجّل الدوري      |
| الاسم            | الفريق | الفترة               | عدد المباريات | عدد الانتصارات | نسبة الانتصارات | عدد المباريات | عدد الانتصارات | نسبة الانتصارات |
| ---------------- | ------ | -------------------- | ------------- | -------------- | --------------- | ------------- | -------------- | --------------- |
| بريندان رودجرز   | سلتيك  | 2016–2019            | 13            | 10             | 77%             | 10            | 7              | 70%             |
| ستيفن جيرارد     | رينجرز | 2018–2021            | 13            | 8              | 62%             | 11            | 7              | 64%             |
| مارتن أونيل      | سلتيك  | 2000–2005            | 27            | 16             | 59%             | 20            | 13             | 65%             |
| بيل ستروث        | رينجرز | 1920–1954            | 116           | 66             | 57%             | 54            | 29             | 54%             |
| غرايم سونيس      | رينجرز | 1986–1991            | 27            | 14             | 52%             | 20            | 10             | 50%             |
| والتر سميث       | رينجرز | 1991–1998, 2006–2011 | 56            | 28             | 50%             | 46            | 22             | 48%             |
| جوك ستين         | سلتيك  | 1965–1978            | 58            | 29             | 50%             | 28            | 12             | 43%             |
| سكوت سايمون      | رينجرز | 1954–1967            | 61            | 29             | 48%             | 27            | 17             | 63%             |
| بيلي مكنيل       | سلتيك  | 1978–1983, 1987–1991 | 46            | 22             | 48%             | 36            | 16             | 44%             |
| نيل لينون        | سلتيك  | 2010–2014, 2019–2021 | 19            | 9              | 47%             | 15            | 7              | 47%             |
| غوردون ستراكان   | سلتيك  | 2005–2009            | 18            | 8              | 44%             | 16            | 6              | 37%             |
| ديفيد وايت       | رينجرز | 1968–1969            | 10            | 4              | 40%             | 4             | 3              | 75%             |
| جوك والاس جونيور | رينجرز | 1972–1978, 1984–1986 | 38            | 15             | 39%             | 28            | 9              | 32%             |
| ديك أدفوكات      | رينجرز | 1998–2001            | 16            | 6              | 37%             | 14            | 5              | 36%             |
| أليكس ماكليتش    | رينجرز | 2002–2006            | 25            | 8              | 32%             | 18            | 4              | 22%             |
| ويليام ويلتون    | رينجرز | 1899–1920            | 96            | 30             | 31%             | 42            | 11             | 26%             |
| ديفيد هاي        | سلتيك  | 1983–1987            | 21            | 6              | 29%             | 16            | 6              | 37%             |
| ويلي ماكلاي      | سلتيك  | 1897–1940            | 146           | 43             | 29%             | 84            | 22             | 26%             |
| جون كريغ         | رينجرز | 1978–1983            | 27            | 7              | 26%             | 21            | 4              | 19%             |
| جيمي ماكجوري     | سلتيك  | 1945–1965            | 80            | 18             | 22%             | 38            | 6              | 16%             |
| توماس بورنس      | سلتيك  | 1994-1997            | 15            | 3              | 20%             | 12            | 2              | 17%             |
| جيمي ماكستاي     | سلتيك  | 1940–1945            | 21            | 4              | 19%             | 0             | 0              | 0%              |
| ليام برادي       | سلتيك  | 1991–1993            | 11            | 2              | 18%             | 9             | 2              | 22%             |
| وليام وادل       | رينجرز | 1970–1972            | 12            | 1              | 8%              | 5             | 0              | 0%              |

## الحضور
سجل حضور رينجرز إيبروكس (118,567، يناير 1939). وسيلتيك بارك (83,500 على الأقل، يناير 1938). تم تسجيلهما في مباريات أولد فيرم ؛ ومع ذلك، في حين أن رقم إيبروكس هو الرقم القياسي لنادي رينجرز (والرقم القياسي لأي مباراة في الدوري المحلي في المملكة المتحدة)، كان أكبر حضور لسيلتيك هو مباراة نصف نهائي كأس أوروبا 1969–70 مع ليدز يونايتد، وانتقل إلى هامبدن بارك الأكبر بسبب الاهتمام المتوقع: حشد 136,505 هو رقم قياسي لأي مباراة في مسابقات الأندية الدولية الأوروبية.
يقع ملعب هامبدن، ملعب اسكتلندا الوطني وموطن كوينز بارك، على مسافة متساوية تقريبًا من إيبروكي وسيلتيك بارك في غلاسكو. نظرًا لتكرار ظهور الفريقين في نصف النهائي والنهائيات التي تقام هناك (غالبًا ما يواجهان بعضهما البعض)، فإن المدرجات الغربية والشرقية مخصصة دائمًا لنفس النادي وتُعرف بشكل غير رسمي باسم رينجرز إند ونهاية سلتيك على التوالي. هذا الاستاد، الذي كان في يوم من الأيام الأكبر في العالم، اجتذب أكبر حضور للشركة القديمة على الإطلاق مع 132,870 في نهائي كأس اسكتلندا عام 1969. (إنه ليس الرقم القياسي للمسابقة، حيث حضر 147365 شخصًا نهائي 1937 الذي ظهر أيضًا بين سلتيك، مقابل أبردين). سجل الحضور النهائي لكأس الدوري الإسكتلندي (107609؛ أكتوبر 1965) كان شأنًا قديمًا، على الرغم من أن الرقم القياسي للبطولة قد تم تحديده في عام 1947 عندما تغلب رينجرز على هيبرنيان في نصف نهائي قبل 123,830.
وقعت كارثة إيبروكس عام 1971 - التي مات فيها 66 من أنصار رينجرز في سحق على درج خارجي - في نهاية مباراة أولد فيرم، على الرغم من أن هوية الخصم لم تكن عاملاً في الحادث بخلاف تعادله حشد كبير لا يقل عن 75000 إلى هذا الحدث.
منذ عمليات إعادة التطوير التي اكتملت في التسعينيات، كانت جميع الملاعب الثلاثة تتسع لجميع المقاعد بسعة أصغر بكثير تتراوح بين 50000 و 60.000، مما يعني أنه قد لا يتم التغلب على السجلات المذكورة أعلاه - حضور 72,069 في هامبدن `` الطراز القديم. لكأس أولد فيرم 1989 الإسكتلندي أصبح النهائي. رقمًا بارزًا حيث لم تقترب أي مباراة في اسكتلندا من مطابقتها منذ ذلك الحين.

### متوسّط الحضور
بالمقارنة مع الأندية الأخرى في اسكتلندا، حافظت الشركة القديمة على حضور أعلى بشكل ملحوظ ؛. تميل حشود سلتيك المسجلة إلى أن تكون أعلى من رينجرز لأن ملعبهم يضم ما يقرب من 9000 مقعد إضافي. تم اتهام كلا الناديين (من بين آخرين) بتضخيم أرقام الحضور الخاصة بهم من خلال إحصاء جميع حاملي التذاكر الموسمية في الحشد عندما لم يحضر الكثيرون المباراة المعنية بالفعل، مع الأرقام الدقيقة التي أبلغت بها الشرطة عن انخفاض السيطرة على الجماهير.
يكون متوسط الحضور لكلا ناديي أولد فيرم بانتظام ضمن أفضل عشرين ناديًا في جميع أنحاء أوروبا. صنفت دراسة لأرقام الحضور في الملاعب من 2013 إلى 2018 من قبل مرصد المركز الدولي للدراسات الرياضيّة، سلتيك في المرتبة 16 على مستوى العالم خلال تلك الفترة ورينجرز في المرتبة 18، على الرغم من أن رينجرز كان يلعب في مستويات منخفضة لمدة ثلاثة من تلك المواسم الخمسة. كانت نسبة سلتيك من توزيع المتفرجين في اسكتلندا 36.5٪، وهي أعلى نسبة من أي نادٍ في الدوريات التي تم فحصها، حيث وضع رينجرز 27.4٪ في المركز الثامن بشكل عام بالنسبة لحصة الجمهور الوطني.
| الموسم    | سلتيك  | رينجرز | Next Largest       | Next Largest |
| --------- | ------ | ------ | ------------------ | ------------ |
| 1996–97   | 47,691 | 48,122 | نادي أبردين        | 12,726       |
| 1997–98   | 48,833 | 49,357 | هارت أوف ميدلوثيان | 15,343       |
| 1998–99   | 59,233 | 49,094 | Hearts             | 14,232       |
| 1999–2000 | 54,440 | 48,116 | هارت أوف ميدلوثيان | 14,246       |
| 2000–01   | 59,369 | 47,532 | هارت أوف ميدلوثيان | 12,771       |
| 2001–02   | 58,511 | 47,879 | نادي أبردين        | 14,035       |
| 2002–03   | 57,471 | 48,814 | هارت أوف ميدلوثيان | 12,057       |
| 2003–04   | 57,657 | 48,992 | هارت أوف ميدلوثيان | 11,947       |
| 2004–05   | 57,906 | 48,676 | نادي أبردين        | 13,576       |
| 2005–06   | 58,149 | 49,245 | هارت أوف ميدلوثيان | 16,767       |
| 2006–07   | 57,928 | 49,955 | هارت أوف ميدلوثيان | 16,937       |
| 2007–08   | 57,072 | 48,946 | هارت أوف ميدلوثيان | 16,288       |
| 2008–09   | 57,671 | 49,534 | هارت أوف ميدلوثيان | 14,398       |
| 2009–10   | 45,582 | 47,301 | هارت أوف ميدلوثيان | 14,745       |
| 2010–11   | 48,978 | 45,305 | هارت أوف ميدلوثيان | 14,228       |
| 2011–12   | 50,904 | 46,362 | هارت أوف ميدلوثيان | 13,381       |
| 2012–13   | 46,917 | 45,744 | هارت أوف ميدلوثيان | 13,163       |
| 2013–14   | 47,079 | 42,657 | هارت أوف ميدلوثيان | 14,123       |
| 2014–15   | 44,585 | 32,798 | هارت أوف ميدلوثيان | 15,985       |
| 2015–16   | 44,850 | 45,325 | هارت أوف ميدلوثيان | 16,423       |
| 2016–17   | 54,726 | 49,156 | هارت أوف ميدلوثيان | 16,315       |
| 2017–18   | 57,523 | 49,174 | هارت أوف ميدلوثيان | 18,429       |
| 2018–19   | 57,778 | 49,564 | نادي هيبرنيان      | 17,741       |

## هيمنة كرة القدم الاسكتلندية
يغذي شدة التنافس الاحتكار التاريخي للأندية لكرة القدم الاسكتلندية، حيث تكون معظم الاجتماعات بينهما محورية في تقرير مصير البطولة أو الكأس وأي شيء ما عدا موسم الفوز باللقب يُنظر إليه على أنه خيبة أمل كبيرة، لا سيما أنه يعني عادة فوز «العدو» بالكأس.

### الدوري

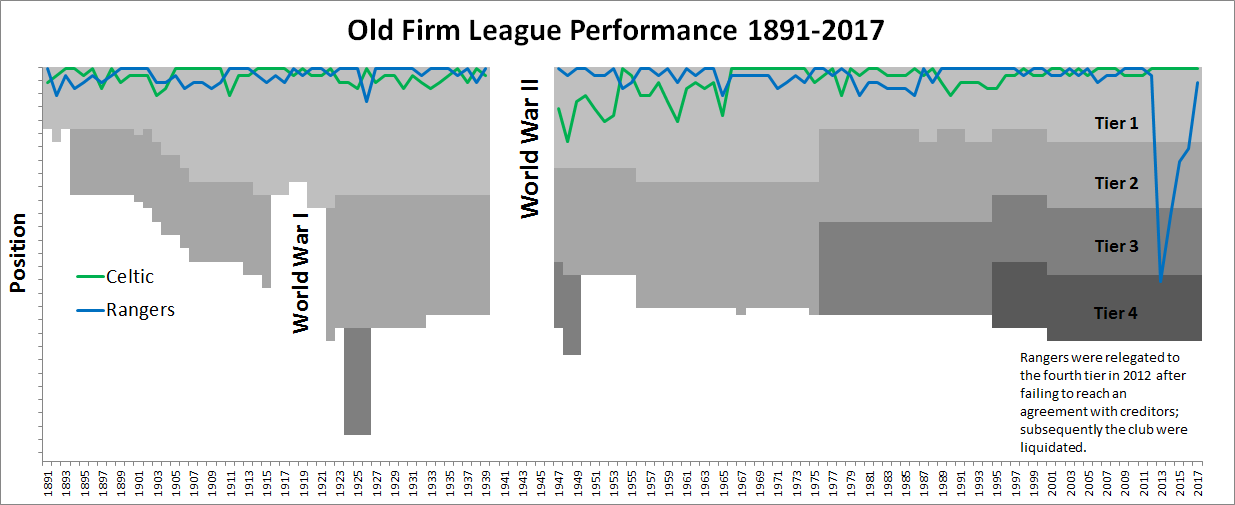
مقارنة جنبًا إلى جنب بين مراكز سلتيك ورينجرز النهائية في الدوري من 1891 إلى 2017

تشير الإحصاءات إلى أن رينجرز وسيلتيك كانا إلى حد بعيد أكثر الأندية نجاحًا في الدوري الاسكتلندي لكرة القدم منذ تشكيله في عام 1890. كان الثنائي هم المشاركون الوحيدون في كل نسخة من المسابقة حتى عام 2012، عندما تمت إزالة رينجرز من الدرجة الأولى لأسباب اقتصادية ؛ عادوا لموسم 2016-2017. من أصل 124 بطولة تم لعبها، فاز أحد الفريق القديم بـ106 (85٪) مع تقدم رينجرز قليلاً في 55 لقباً مقابل 51 لسلتيك، و 19 بين عشرة أندية أخرى (بما في ذلك لقب مشترك بين رينجرز ودمبارتون).
على الرغم من وجود فترات وجيزة عندما ذهبت الألقاب إلى مكان آخر، إلا أنه كانت هناك فترات طويلة من الهيمنة من قبل كل نادي في ديربي أولد فيرم، تم تحديد بطولة 9 على التوالي لأول مرة من قبل سلتيك بين عامي 1966 و1974، ثم رينجرز بين 1989 و1997، ومرة أخرى عن طريق سلتيك بين عامي 2012 و2020.
في خمس مناسبات فقط منذ عام 1891، لم يكن أي من عمالقة غلاسكو هو الفائز بالدوري ولا الوصيف. يشمل ذلك موسم 1964-65، الموسم الوحيد الذي فشل فيه كل من رينجرز وسيلتيك في احتلال المراكز الثلاثة الأولى. أنهت الشركة القديمة المركز الأول والثاني 50 مرة بشكل عام. بين عودة ظهور سلتيك في منتصف التسعينيات وتصفية رينجرز في عام 2012، تم تسجيل "1-2" في جميع المواسم الدوري السابع عشر باستثناء واحد.
أطول تسلسل بدون لقب قديم للشركة هو ثلاث سنوات بين 1983 و1985، في حين أن أطول سلسلة متتالية من البطولات بين الناديين بدأت بعد ذلك مباشرة وهي مستمرة: 35 موسمًا والعد منذ عام 1986 (تجاوز التسلسل السابق من 27 عامًا بين 1905 و 1931).
اعتبارًا من نهاية موسم 2020–21. الوصيف في (بين قوسين)
| النتيجة                                              | سلتيك         | رينجرز        | المجموع | النسبة (٪) |
| ---------------------------------------------------- | ------------- | ------------- | ------- | ---------- |
| النادي الأول والثاني الثاني                          | 26 (25)       | 25 (26)       | 51      | 41٪        |
| نادي واحد في المركز الأول والآخر ليس في المركز الأول | 25            | 30            | 55      | 44٪        |
| اللقب يفوز به فريقٌ من ديربي أولد فيرم                | 51            | 55            | 106     | 85٪        |
| نادٍ واحد ثانٍ، والآخر ليس أعلى من المركز الثاني       | غير متوفر (7) | غير متوفر (6) | 13      | 11٪        |
| لم يكن أي من الفريقين في المركز الثاني               | غير متاح      | غير متاح      | 5       | 4٪         |
| اللقب يفوز به نادي آخر                               | غير متاح      | غير متاح      | 18 *    | 15٪        |
| المجاميع                                             | 51 (32)       | 55 (32)       | 124     | 100٪       |

### كأس اسكتلندا
على الرغم من أن كأس اسكتلندا الأولي لعبت في عام 1874، قبل 15 عامًا من تشكيل سلتيك، إلا أنهم فازوا بالمنافسة أكثر من أي نادٍ آخر - 40 مرة، بالإضافة إلى 18 وصيفًا - مع رينجرز ليس بعيدًا عن 33. كانت هناك 14 مباراة نهائية في أولد فيرم، بينما كانت هناك 39 نهائيًا فقط لم يشارك فيها رينجرز أو سلتيك، 17 منها كانت في القرن التاسع عشر. أطول عدد من مرات فوز في الديربي هو 11 فوزًا بين عامي 1971 و1981.
اعتبارًا من نهاية موسم 2019-20. الوصيف في (بين قوسين)
| النتيجة                            | سلتيك          | رينجرز         | المجموع | النسبة (%) |
| ---------------------------------- | -------------- | -------------- | ------- | ---------- |
| نهائي بين الفريقين من الديربي      | 7 (7)          | 7 (7)          | 14      | 10٪        |
| فائز واحد والآخر لم يُشارك          | 33             | 26             | 59      | 45٪        |
| فوز أحد الفريقين من الديربي بالكأس | 40             | 33             | 73      | 55٪        |
| وصيف واحد والآخر لم يُشارك          | غير متوفر (11) | غير متوفر (11) | 22      | 16٪        |
| لم يُشارك أي من الفريقين            | غير متاح       | غير متاح       | 39      | 29٪        |
| يفوز فريق آخر بالكأس               | غير متاح       | غير متاح       | 61      | 45٪        |
| المجاميع                           | 40 (18)        | 33 (18)        | 134     | 100٪       |

#### نهائيات كأس اسكتلندا القديمة
- انتصارات رينجرز : 1893–94، 1927–28، 1962–63، 1965–66، 1972–73، 1998–99، 2001–02
- انتصارات سلتيك : 1898–99، 1903–04، 1968–69، 1970–71، 1976–77، 1979-80، 1988–89[8][9][273]

### كأس الدوري
تم التنافس على كأس الدوري الاسكتلندي 74 مرة منذ 1946-1947. يسيطر رينجرز على عدد الانتصارات برصيد 27 من 35 نهائيًا، بينما تأخر سيلتيك بعض الشيء في 19 فوزًا من 34 نهائيًا. 13 ناديًا آخر يتقاسمون 28 فوزًا بينهم. 15 من نهائياتها كانت مناسبات أولد فيرم، بينما لم تظهر أي منها في 20 مرة.
اعتبارًا من نهاية مسابقة 2019-20 التي اختتمت في ديسمبر 2019. الوصيف في (بين قوسين)
| النتيجة                       | سلتيك         | رينجرز        | المجموع | النسبة (%) |
| ----------------------------- | ------------- | ------------- | ------- | ---------- |
| نهائي بين الفريقين من الديربي | 6 (9)         | 9 (6)         | 15      | 20٪        |
| فائز واحد والآخر لم يشارك     | 13            | 18            | 31      | 42٪        |
| فوز أحد الفريقين باللقب       | 19            | 27            | 46      | 62٪        |
| وصيف واحد والآخر لم يشارك     | غير متوفر (6) | غير متوفر (2) | 8       | 11٪        |
| لم يشارك أيٌّ من الفريقين       | غير متاح      | غير متاح      | 20      | 27٪        |
| فوز فريق آخر بالكأس           | غير متاح      | غير متاح      | 28      | 38٪        |
| المجاميع                      | 19 (15)       | 27 (8)        | 74      | 100٪       |

#### نهائيات كأس الرابطة القديمة
- انتصارات رينجرز: 1964–65، 1970–71، 1975–76، 1977–78، 1983–84، 1986–87، 1990–91، 2002–03، 2010–11 [274]
- انتصارات سلتيك: 1957–58، 1965–66، 1966–67، 1982–83، 2008–09،[274] 2019-20 [275]

## كرة القدم النسائية
لم يكن التنافس بين رينجرز وسلتيك في كرة القدم النسائية موجودًا إلا في القرن الحادي والعشرين، حيث تشكل فريق رينجرز دبليو إف سي في عام 2008، بعد عام واحد من فريق سيدات سلتيك إف سي. كما أن بيئة كرة القدم مختلفة تمامًا، مع وجود فريق ثالث في المدينة - نادي غلاسكو سيتي - لا يتنافس فقط في نفس القسم مثل الأسماء الأكثر شهرة ويجذب قاعدة جماهيرية مماثلة، ولكنه يهيمن عليهم في الدوري المحلي. انتهى رينجرز فوق سلتيك مرة واحدة فقط (2014)، ولم يفز أي من الفريقين بكأس السيدات الاسكتلندية ؛ رفع سيلتيك كأس إس دبليو بي إل مرة واحدة، في عام 2010.
تولد المباريات بين الفريقين اهتمامًا إعلاميًا إضافيًا بسبب ارتباطها بالنوادي الأم ويشار إليها نتيجة لذلك بمباريات الشركة القديمة. في 13 أبريل 2016، لعب فريق سيدات سلتيك أول مباراة تنافسية له في سلتيك بارك، مسجلاً هذه المناسبة بالفوز 5-1 على رينجرز. خلال موسم 2019، لعبت الشقيقتان كودي وبروجان هاي على طرفي نقيض في المباراة. في نفس العام، صرح كلا الناديين أنهما سيزيدان من استثماراتهما في كرة القدم النسائية ويقدمان عقودًا احترافية للاعبين في محاولة لتحدي هيمنة مدينة جلاسكو.

## قراءة متعمّقة
- Bradley، Joseph M. (20 نوفمبر 2006). "The Patriot Game: Football's Famous 'Tartan Army'". International Review for the Sociology of Sport. International Sociology of Sport Association and SAGE Publications. ج. 37 ع. 2: 177–197. DOI:10.1177/1012690202037002004. S2CID:143615678.
- Burdsey، Daniel؛ Chappell, Robert (20 نوفمبر 2006). "'And If You Know Your History'. An Examination of the Formation of Football Clubs in Scotland and their Role in the Construction of Social Identity" (PDF). The Sports Historian. ج. 21 ع. 1: 94–106. DOI:10.1080/17460260109443378. S2CID:143712111. مؤرشف (PDF) من الأصل في 2012-09-16. اطلع عليه بتاريخ 2012-06-26.
- Foer، Franklin (2004). "How Soccer Explains the Pornography of Sects". How Soccer Explains the World: an Unlikely Theory of Globalization. New York: هاربر كولنز. ص. 35–64. ISBN:0-06-621234-0.
- McMenemy، David؛ Poulter, Alan (20 نوفمبر 2006). "An Identity of Two-Halves? Celtic Supporters, Identity, and Scottish Society". Irish Studies Review. Routledge. ج. 13 ع. 2: 139–150. DOI:10.1080/09670880500060749. S2CID:142585452. مؤرشف من الأصل في 2013-01-11.
- Murray، William J. (1984). The Old Firm: sectarianism, sport, and society in Scotland. Edinburgh: J. Donald Publishers, Atlantic Highlands. ISBN:0-85976-121-5.
- Murray، William J. (1988). Glasgow's giants: 100 years of the Old Firm. Edinburgh: Mainstream. ISBN:1-85158-111-1.
- Murray، William J. (1998). The Old Firm in the new age: Celtic and Rangers since the Souness revolution. Edinburgh: Mainstream. ISBN:1-85158-984-8.
- Murray، William J. (2003). Bhoys, bears and bigotry: the Old Firm in the new age. Edinburgh: Mainstream. ISBN:1-84018-810-3.